# Valravillon
Valravillon é uma comuna francesa na região administrativa da Borgonha-Franco-Condado, no departamento de Yonne. Estende-se por uma área de 37.05 km². Em 2010 a comuna tinha 1 811 habitantes (densidade: 48,9 hab./km²).
Foi criada em 1 de janeiro de 2016, a partir da fusão das antigas comunas de Guerchy, Laduz, Neuilly and Villemer.